# Qazax (Rayon)
Qazax ist ein Rayon in Aserbaidschan. Die Hauptstadt trägt denselben Namen.

## Geografie
Der Bezirk hat eine Fläche von 701 km² und grenzt an Georgien und Armenien. Die Region liegt 300 bis 800 Meter über dem Meeresspiegel.

## Geschichte
Die Provinz Qazax umfasste als Provinz im Russischen Reich im 19. Jahrhundert noch Teile des heutigen Armeniens im Westen bis zum See Sewan. Nach dem Zerfall des Reiches 1917 war das Gebiet zwischen Armenien und Aserbaidschan umstritten, da hier auch etwa 40 % Armenier lebten. Als unter Stalin die Transkaukasische SFSR aufgelöst wurde, wurden die westlichen Gebiete Armenien zugeschlagen und es entstanden zwei Exklaven Qazaxs in Armenien, Yuxarı Əskipara und Barxudarlı. Die Fläche des westlichen Teils umfasste das Gebiet der heutigen armenischen Provinz Tawusch.
Im Zuge des Bergkarabachkonfliktes Anfang der 1990er Jahre wurden diese durch Armenien besetzt und die Bevölkerung vertrieben, die nun im aserbaidschanischen Kernland lebt.

## Bevölkerung
Die Einwohnerzahl beträgt 98.900 (Stand: 2021). Im Rayon lebten 2009 88.900 Menschen. Diese verteilten sich auf 26 Siedlungen.

## Wirtschaft
Die Region ist landwirtschaftlich geprägt. Es werden vor allem Getreide, Wein und Gemüse angebaut sowie Viehzucht betrieben. Des Weiteren gibt es verschiedene Betriebe, die Fleisch, Wein und andere landwirtschaftliche Produkte verarbeiten. Im Krieg mit Armenien wurde jedoch die Wasserzufuhr aus den Bergen unterbrochen, worunter die Landwirtschaft leidet.

## Kultur und Sehenswürdigkeiten
Neben der Altstadt und den Einrichtungen der Stadt Qazax findet sich im Bezirk die alte Festung Didivan im Dorf Khanliglar. Beim Berg Avey liegen die Höhlen von Dashsalahli und eine albanische Kirche. Im Dorf İkinci Şıxlı steht die Brücke Sınıq Körpü aus dem 12. Jahrhundert, die über den Fluss Ehram führt.

## Persönlichkeiten
In der Region sind drei bedeutende aserbaidschanische Dichter geboren, Vagif, Vidadi und Samad Vurgun.